# 덤프 트럭

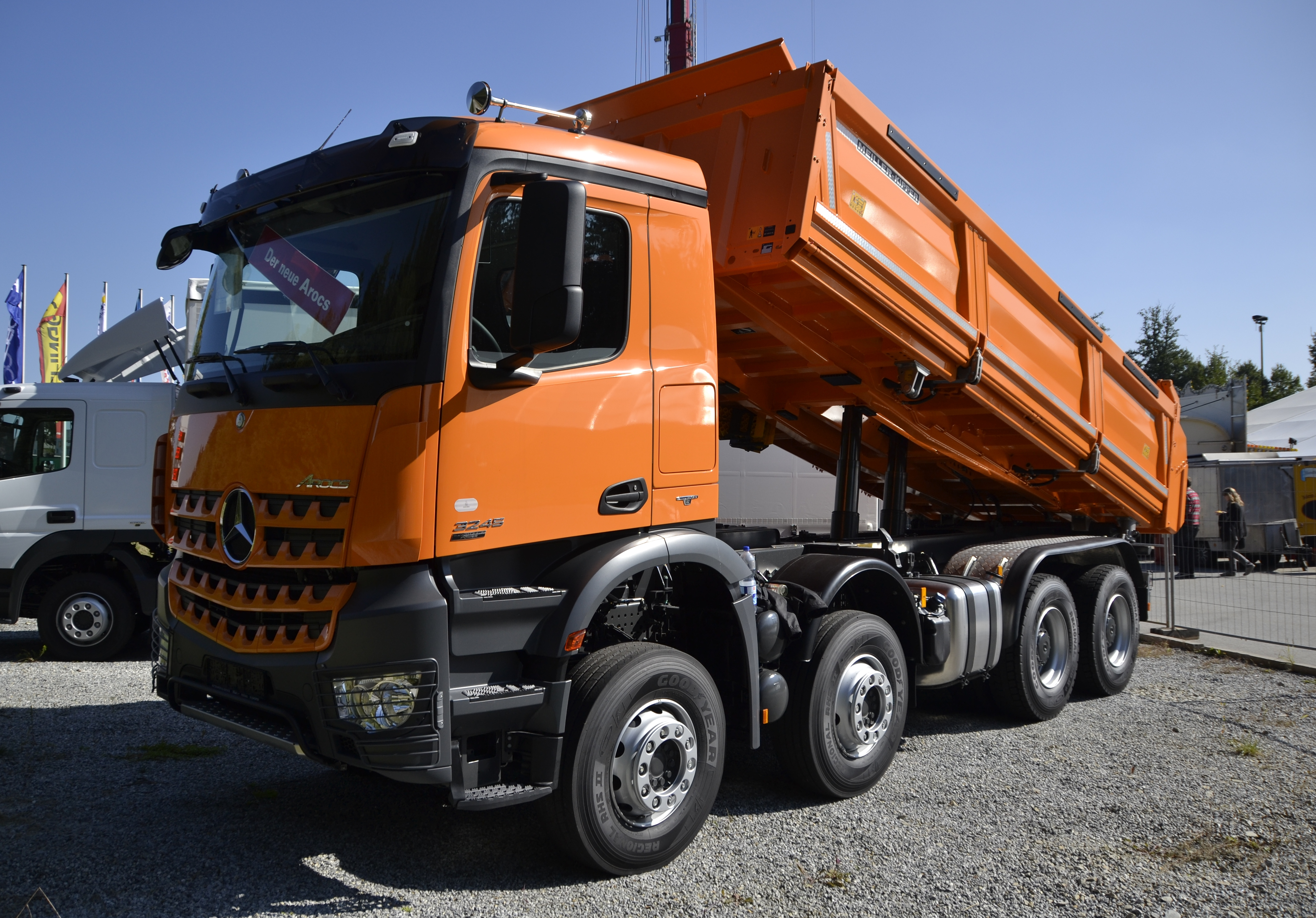
일반적인 덤프 트럭 (메르세데스-벤츠 아록스)

덤프 트럭(영어: dump truck), 덤프 트레일러(영어: dump trailer) 또는 덤프 로리(영어: dump lorry)는 적재함이 달린 트럭으로 대량 수송에 가장 많이 사용하는 차량이다.

## 역사
덤프 트럭은 19세기 말 서부 유럽의 농장에서 처음 고안된 것으로 짐작된다. Thornycroft는 1896년 증기형 청소차를 개발하였다. 미국의 모터 방식의 최초의 덤프 트럭은 1910년 즈음에 Fruehauf Trailer Corporation, Galion Buggy Co., Lauth-Juergens 등의 소형 장비 기업에 의해 개발되었다.

## 개요
다른 운반 기계에 비해 기동성이 좋아서 원거리 수송에 적합하고, 흙, 모래, 자갈을 운반 하기에 가장 적합한 차량이다. 적재 능력은 2톤에서 50톤까지 여러 가지가 있다. 적재함의 경사는 보통 유압으로 작동을 하지만 일부 기종은 기계나 수동인 것이 있기 때문에 적재함의 경사 방면에 따라 네 가지 종류로 구분 된다.

## 종류

### 보통 덤프 트럭
일반 도로를 주행하는 것을 전제로 트럭 섀시에 짐받이 차체 및 평탄지에서의 주행 성능을 유지할 수 있는 형태로 설계되어 있다.

## 현황
국토부 건설기계 통계자료에 의하면 대한민국에는 2017년 3월말에 59,680대의 덤프트럭이 등록되어 있다.

## 같이 보기
- 로드 롤러
- 콤바인
- 트랙터
- 불도저
- 지게차